# Циногнати
Цингонатите (Cynognathus) са единственият род в семейство Cynognathidae. Те са средноголеми амниотни животни, живели от ранния до средния триас. Хищници с дължина около метър, те са сродни с преките предшественици на бозайниците.
Фосили на цингонати са известни от почти целия свят – Южна Африка, Южна Америка, Китай, Антарктида.